# Les Mensonges que mon père me contait
Pour plus de détails, voir Fiche technique et Distribution.
Les Mensonges que mon père me contait (titre original : Lies My Father Told Me) est un film canadien réalisé par Ján Kadár, sorti en 1975.

## Synopsis
Au milieu des années 1920, un jeune garçon Juif, issu d'une famille pauvre vivant dans le ghetto, vit au rythme des histoires que lui racontent sa famille...

## Fiche technique
- Titre original : Lies My Father Told Me
- Titre français : Les Mensonges que mon père me contait
- Réalisation : Ján Kadár
- Scénario : Ted Allan
- Direction artistique : François Barbeau
- Décors : Michel Proulx
- Costumes : François Barbeau
- Photographie : Paul Van der Linden, Árpád Makay
- Montage : Edward Beyer, Richard Marks
- Musique : Sol Kaplan
- Production : Anthony Bedrich, Harry Gulkin
  - Production déléguée : Michael Harrison, Arnold Issenman, Arnold Schniffer
  - Production associée : Bill Cohan
- Société(s) de production : Canadian Film Development Corporation, Pentacle VIII Productions, Pentimento Productions
- Société(s) de distribution : (États-Unis) Columbia Pictures
- Budget : 
  - 1 100 000 $ CAD[1]
- Pays d'origine : Canada
- Année : 1975
- Langue originale : anglais français, hébreu
- Format : couleur (Eastmancolor) — 35 mm — 1,85:1 — mono
- Genre : drame
- Durée : 102 minutes
- Dates de sortie : 
  -  États-Unis : 12 octobre 1975 (New York)

## Distribution
- Yossi Yadin : Zaida
- Len Birman : Harry Herman
- Marilyn Lightstone : Annie Herman
- Jeff Lynas[2] : David Herman
- Ted Allan : Mr Baumgarten
- Henry Gamer : Oncle Benny
- Barbara Chilcott : Mrs. Tannenbaum
- Carol Lazare : Edna
- Mignon Elkins : Mr Bondy
- Cleo Paskal : Cleo
- Guy L'Écuyer
- Sylvie Heppel
- Bertrand Gagnon

## Distinctions

### Récompenses
- National Board of Review: Top Ten Films 1975
- Golden Globes 1976 :
  - Meilleur film étranger
- Prix du film canadien 1976 :
  - Meilleur film pour Anthony Bedrich, Harry Gulkin
  - Meilleure actrice pour Marilyn Lightstone
  - Meilleur montage son sur un film pour Maurice Schell
  - Golden Reel Award pour Anthony Bedrich, Harry Gulkin

### Nominations
- Festival international du film de Chicago 1975 :
  - Gold Hugo du meilleur film
- Golden Globes 1976 :
  - Golden Globe de la révélation masculine de l'année pour Jeff Lynas
- Oscars 1976 :
  - Meilleur scénario original pour Ted Allan